# Morelia (gênero)
Morelia é um gênero de serpentes de grande porte da família Pythonidae encontrada na Indonésia, Nova Guiné e Austrália.
No geral, as serpentes desse gênero são arborícolas ou semi-arborícolas, ou seja, passam a maior parte de sua vida no dossel florestal.

## Espécies
- Morelia amethistina (Schneider, 1801)
- Morelia boeleni (Brongersma, 1953)
- Morelia bredli (Gow, 1981)
- Morelia carinata (Smith, 1981)
- Morelia clastolepis (Harvey, Barker, Ammerman & Chippindale, 2000)
- Morelia kinghorni (Stull, 1933)
- Morelia macburniei (Hoser, 2003)
- Morelia mippughae (Hoser, 2003)
- Morelia nauta (Harvey, Barker, Ammerman & Chippindale, 2000)
- Morelia oenpelliensis (Gow, 1977)
- Morelia spilota (Lacépède, 1804)
- Morelia tracyae (Harvey, Barker, Ammerman & Chippindale, 2000)
- Morelia viridis (Schlegel, 1872)